# Comuna Metlika
Metlika (Občina Metlika) este o comună din Slovenia, cu o populație de 8.123 de locuitori (2002).

## Localități
Bereča vas, Boginja vas, Bojanja vas, Boldraž, Boršt, Božakovo, Božič Vrh, Brezovica pri Metliki, Bušinja vas, Dole, Dolnja Lokvica, Dolnje Dobravice, Dolnji Suhor pri Metliki, Drage, Dragomlja vas, Drašiči, Čurile, Geršiči, Gornja Lokvica, Gornje Dobravice, Gornji Suhor pri Metliki, Grabrovec, Gradac, Grm pri Podzemlju, Hrast pri Jugorju, Jugorje pri Metliki, Kamenica, Kapljišče, Klošter, Krasinec, Krašnji Vrh, Krivoglavice, Križevska vas, Krmačina, Mačkovec pri Suhorju, Malo Lešče, Metlika, Mlake, Okljuka, Okno, Otok, Podzemelj, Prilozje, Primostek, Radovica, Radoviči, Radoši, Rakovec, Ravnace, Rosalnice, Sela pri Jugorju, Slamna vas, Svržaki, Škemljevec, Škrilje, Trnovec, Vidošiči, Zemelj, Želebej, Železniki